# Patosia
Patosia, monotipski biljni rod iz porodice sitovki, dio reda travolike. 
P. clandestina je polugrm na području Južne Amerike, raširen od Bolivije na sjeveru do Čilea i Argentine na jugu

## Sinonimi
- Distichia brevifolia (Phil.) Benth. & Hook.f.; Gen. Pl. 3: 867 (1883)
- Distichia clandestina (Buchenau) Buchenau; Junc. S. Amer. 6: 370 (1879)
- Oxychloe brevifolia (Phil.) Buchenau; Symb. Fl. Argent.: 318 (1879)
- Oxychloe clandestina (Buchenau) Hauman; Anales Mus. Nac. Hist. Nat. Buenos Aires 27: 294 (1915)
- Patosia clandestina var. tucumanensis (Castillón) Barros; Darwiniana 10: 295 (1953)
- Patosia tucumanensis Castillón; Bol. Mus. Hist. Nat. Univ. Nac. Tucuman, No. 7, 8 (1926)
- Rostkovia brevifolia Phil.; Linnaea 29: 76 (1858)
- Rostkovia clandestina Phil.; Linnaea 29: 76 (1858)